# LEADER pristup ruralnom razvoju
LEADER pristup se, kroz dvadesetogodišnji razvoj od inicijative do politike, svojom širokom praktičnom primenom i dobrim rezultatima u zemljama Evropske unije, dokazao kao važan i koristan alat ruralnog razvoja. Afirmisao se kao odgovor na razvojne probleme ruralnih prostora koje karakteriše nepovoljna demografska struktura, nizak nivo obrazovanja, migracija u urbane centre i visok stepen nezaposlenosti.
LEADER podstiče ruralne teritorije da istraže nove puteve da postanu ili ostanu konkurentne, da na najbolji način iskoriste raspoloživa sredstva i da prevaziđu izazove sa kojima se mogu suočiti. Na ovaj način, LEADER doprinosi poboljšanju kvaliteta života u ruralnim oblastim i pritom koristi kompletan, holistički pristup koji se odnosi na probleme ruralnih područja.
LEADER je skraćenica francuskog izraza „Liaison Entre Actions de Developpement de l’Economie Rurale”, a u prevodu na srpski znači „veza između aktivnosti za razvoj ruralne ekonomije“.
LEADER predstavlja inicijativu Evropske Unije, koja je namenjena podršci projekata ruralnog razvoja, iniciranih na lokalnom nivou kako bi se oporavila ruralna područja i stvorili novi poslovi. Osnovna ideja bila je angažovanje energije i resursa ljudi i tela koja mogu da doprinesu ruralnom razvoju, kroz stvaranje partnerstava između javnog, privatnog i civilnog sektora na subregionalnom nivou. 

## Istorija
Sve do 1990. godine, pristupi ruralnom razvoju koji su se primenjivali, u najvećoj meri su bili posvećeni farmerima. Primenjivani pristup – “s vrha naniže”, podrazumevao je donošenje odluka na nacionalnom ili regionalnom nivou, dok se na lokalnom nivou vršila samo primena donetih odluka. Tokom 1990. godine, kada je grupa zvaničnika Evropske komisije predložila LEADER, ovaj koncept spajanja ljudi bio je relativno nov.
LEADER je pokrenut 1991. godine i osnovni cilj ovog programa bio je poboljšanje razvojnih potencijala u ruralnim oblastima. Prema LEADER pristupu, korišćenje potencijala zasnovano je na lokalnim inicijativama i veštinama, uz promovisanje tehničkih znanja o lokalnom razvoju i prenošenje znanja drugim ruralnim područjima. LEADER promoviše pristup “odozdo naviše” i na taj način uključuje lokalne zajednice u proces odlučivanja.  Od samog nastanka, LEADER je predstavljen kao “Inicijativa zajednice”, koja je finansirana strukturnim fondovima EU.
Značajne generacije LEADER pristupa:
- LEADER I (1991—1993) – eksperimentalna faza
- LEADER II (1994 – 1999) – faza u kojoj je pažnja posvećena nedostacima ruralnih područja
- LEADER + (2000 – 2006)  - uključeni su svi tipovi ruralnih područja
- LEADER (2007—2020) – LEADER postaje sastavni deo plana ruralnog razvoja u Evropskoj Uniji.[4]

U tekućem periodu (2014—2020), primena LEADER metoda proširena je i na priobalna i urbana područja, u okviru programa CLLD (Community-led Local Development). 

## Osobine LEADER pristupa
Koncept na kojem je zasnovan LEADER pristup podrazumeva da su razvojne strategije efikasne i uspešne za primenu na lokalnom nivou, ako ih donesu lokalni akteri. Pri donošenju i primeni, neophodne su jasne i transparentne procedure i tehnička pomoć za razmenu primera dobre prakse.
Prednost LEADER pristupa u odnosu na tradicionalne mere ruralne politike je što objašnjava “kako” postupati, a ne “šta” treba raditi. LEADER je zasnovan na sedam osobina – alata koji se međusobno dopunjuju.
1. Lokalne strategije ruralnog razvoja – pristup podrazumeva homogene teritorije sa zajedničkom tradicijom i lokalnim identitetom kao područjem za sprovođenje politike.
2. Lokalna javno-privatna partnerstva – lokalne akcione grupe koje okupljaju zainteresovane strane sa određene teritorije koje sarađuju po dogovorenim uslovima
3. Pristup odozdo na gore – podrazumeva učešće lokalnih učesnika u donošenju odluka o strategiji koja će biti primenjena na njihova lokalna područja.
4. Multi-sektorski pristup – podrazumeva učešće zainteresovanih strana iz različitih sektora poput javnog, privatnog i poslovnog
5. Inovacije – Sloboda i fleksibilnost LAG pri donošenju odluka, kao rezultat ima inovaciona rešenja. Inovacije se mogu javiti u domenu novog proizvoda, procesa, nove organizacije ili novog tržišta.
6. Saradnja – Podrazumeva povezivanje LAG sa drugom LEADER grupom koja ima sličan pristup, a nalazi se u drugoj državi, drugom regionu, pa čak i van Evropske unije.
7. Umrežavanje – Razmena iskustava, znanja i veština između LAG i drugih aktera uključenih u ruralni razvoj na lokalnom, nacionalnom i međunarodnom nivou

## Sprovođenje LEADER pristupa na lokalnom nivou
Za sprovođenje LEADER pristupa na lokalnom nivou, tri su ključna koncepta: Lokalna akciona grupa (LAG),  LAG teritorija i Lokalna strategija ruralnog razvoja.

### Lokalna akciona grupa
Lokalna akciona grupa (LAG) predstavlja javno-privatno partnerstvo za primenu LEADER pristupa u određenom mestu. LAG je pravno lice čiji je cilj da razvije i sprovede lokalnu strategiju razvoja, donese odluke o dodeli finansijskih sredstava i upravlja njima uz pomoć združenih resursa javnog i privatnog sektora. LAG predstavlja glavni alat za primenu LEADER pristupa na razvoj područja i uključivanje lokalnih predstavnika pri donošenju odluka. Kako bi saradnja bila podstaknuta, LAG mogu da pokrenu i realizuju projekte sa drugim LEADER grupama, na primer ako dve akcione grupe imaju isto kulturno nasleđe ili se specijalizuju za isti proizvod.
Upravljačku strukturu LAG moraju činiti stanovnici u okviru teritorije LAG. U osnivačkom aktu ili statutu LAG opisana su sva pravila, svi elementi, prava i obaveze članova. Članovi LAG su predstavnici javnog, privatnog i civilnog sektora i to u takvom odnosu da predstavnici javnog sektora imaju manje od 50% učešća u članstvu LAG-a, tj. odlučivanju. 
Lokalne akcione grupe imaju mnogobrojne zadatke: priprema i primena lokalne strategije ruralnog razvoja, obučavanje lokalnih učesnika za izradu projekata, osiguravanje usklađenosti sa lokalnom strategijom ruralnog razvoja, prikupljanje, ocena i odabri predloga projekata i praćenje implementacije projekata koji su dobili podršku.

### LAG teritorija
LAG teritoriju čini ujednačena, geografski nepodeljena ruralna teritorija sa jedinstvenim identitetom koja obuhvata više od 10.000 i manje od 150.000 stanovnika i u koju su uključena naselja sa populacijom manjom od 25.000.
Pri definisanju LAG teritorije, ključan je balans pri odabiru ljudskih, finansijskih i ekonomskih resursa koji  su u skladu sa lokalnom strategijom ruralnog razvoja. 

### Lokalna strategija ruralnog razvoja
Lokalna strategija ruralnog razvoja predstavlja osnovni dokument za razvoj određene LAG teritorije, s kojim LAG aplicira u okviru javnog poziva kako bi dobio sredstva za njenu implementaciju.  Priprema se uz aktivno učešće svih zainteresovanih strana i finalni dokument zahteva širok konsenzus stanovništva sa određene LAG teritorije.
Obavezni elementi lokalne strategije ruralnog razvoja su: 
- Definicija područja i stanovništva na koje se strategija odnosi
- Analiza razvojnih potreba i potencijala područja, uključujući i SWOT analizu
- Opis strategije i njenih ciljeva, opis integrisanih i inovativnih obeležja strategije i hijerarhiju ciljeva, uključujući merljive (SMART) ciljeve i rezultate (usklađeno sa IPARD II programom)
- Opis procesa uključivanja zajednice u razvoj strategije
- Opis partnerstva LAG-a i internih pravila za donošenje odluka
- Akcioni plan koji pokazuje kako se ciljevi prevode u mere i aktivnosti
- Opis mehanizama za upravljanje strategijom i njeno praćenje kojima se pokazuje kapacitet lokalne akcione grupe da sprovede strategiju i opis mehanizama evaluacije
- Opis postupka koji se odnosi na predloge lokalnih projekata
- Opis projekata saradnje koje LAG namerava da prati (subjekti saradnje, ciljani regioni/zemlje) i opis načina na koji će ova saradnja imati pozitivne efekte na lokalnu strategiju ruralnog razvoja i lokalne aktere
- Finansijski plan strategije, uključujući troškove za sticanje veština i animaciju, tekuće troškove LAG-a i male projekte

## Primena LEADER pristupa danas
LEADER pristup je od samog nastanka pozitivno uticao na život ljudi iz ruralnih oblasti. Njegova primena u praksi ukazuje na raznovrsnost i kreativnost ruralnih razvojnih strategija sprovođenih od strane Lokalnih akcionih grupa (LAG) širom Evrope. Lokalna akciona grupa (LAG) je pravno lice čiji je cilj  da identifikuje i sprovede lokalnu razvojnu strategiju, donosi odluke o dodeli finansijskih sredstava i upravlja njima.

### Primeri primene LEADER pristupa
Neki od mnogobrojnih primera primene LEADER pristupa u praksi su: 
1. Strategija za kvalitetnu proizvodnju u regionu Montlferu - Sardinija (Italija) 
Nakon Drugog svetskog rata, stanovništvo ruralnog područja Montlferu seli se u urbane sredine. Kao posledica migracija, zanemareno je bavljenje poljoprivredom. Pored gubitka tradicije, javili su se i problemi sa životnom sredinom – erozija zemljišta i nestajanje endemičnih vrsta. Rešenje se nalazilo u LAG posvećenim oporavku društveno-ekonomskog sistema regiona, koji je zasnovan na zanatstvu i stočarstvu. Jedan od glavnih ciljeva projekta bio je plasiranje lokalne agro-hrane na tržište. U središtu projekta bio je lokalni sir – Casizolu, napravljen od mleka specifične vrste stoke. Zahvaljujući ovom siru, dodata je vrednost lokalnim proizvodima, došlo je do poboljšanja imidža mesta i obnovljeno je društveno-kulturno nasleđe. 
2. Međunarodna edukacija za vođenje kulturnih dobara i upravljanje regionalnih muzeja
Saradnja tri alpska regiona – Auzerfern (Austrija), Orbergland (Nemačka) i Ostalgau (Nemačka) dovela je do osnivanja međunarodnog trening-projekta o povezivanju kulture i istorije ovih oblasti iz Bavarsko-Alpskog regiona. Regionalni direktori za upravljanje regionalnim muzejima, realizovali su više “sastanaka razmene ideja”, koji su stvorili osnov za buduću saradnju, zasnovanu na zajedničkim ciljevima. Zajednički je odlučeno da fokus projekta bude na poboljšanju veze istorije i kulture putem turizma i zapošljavanja. Spajanjem turizma i kulture, projekat je stvorio nova radna mesta (posebno za žene) i ojačao je vezu između domovine, njene istorije i mladih ljudi.

## Primena LEADER pristupa u Srbiji

### Pravni okvir za sprovođenje LEADER pristupa u Srbiji
Pravni okvir za sprovođenje LEADER pristupa u zemljama kandidatima za članstvo u EU, pa time i u Srbiji, definisan je prevashodno kroz dva ključna dokumenta Evropske komisije: 
1. IPA regulativa: Regulativa Saveta Evropske komisije br. 1085/2006 kojom se uspostavlja Instrument za predpristupnu pomoć (IPA)
2. IPA implementaciona regulativa: Regulativa Evropske komisije br. 718/2007

Uslove i način sprovođenja LEADER pristupa, takođe propisuje niz nacionalnih dokumenata kroz definisane oblasti i mere: 
1. Zakon o podsticajima u poljoprivredi i ruralnom razvoju: Podsticaji za podršku programima koji se odnose na pripremu i sprovođenje lokalnih strategija ruralnog razvoja
2. Nacionalna strategija poljoprivrede i ruralnog razvoja 2014-2024: Razvoj sela/Partnerstva za teritorijalno/ruralni razvoj
3. Nacionalni IPARD program 2014-2020: Mera Sprovođenje  LSRR – LEADER pristup
4. Nacionalni program za poljoprivredu i ruralni razvoj (NPRR) (u pripremi): Pripreme lokalnih strategija ruralnog razvoja (LSRR) – partnerstva za teritorijalni ruralni razvoj (LEADER pristup).[1]

### Primeri primene LEADER pristupa u Srbiji
U Srbiji je 2008. godine osnovana otvorena mreža donosioca promena sa LEADER pristupom, Leader Plus, koju čine ruralni društveni inovatori i preduzetnici iz Srbije i Evropske unije. Zadatak mreže LEADER Plus je da ostvari ideje inovatora i preduzetnika o  sistemskim promenama na nacionalnom nivou, regionalnom nivou i nivou Evropske Unije. Leader Plus sarađuje preko 20 Lokalnih akcionih grupa (LAG-ova) koji obuhvataju preko 605 stejkholdera iz preko 200 ruralnih naselja u sastavu preko 60 opština. Takođe obezbeđuje veze za pružanje finansijske i profesionalne podrške start-up projektima za mreže širom ruralnih zajednica i u društvenim sektorima i platformu za ljude koji su posvećeni promenama na bolje u ruralnim oblastima Srbije.  
Leader Plus lansira oblast Venture Philanthropy (VP) podrške u Srbiji, aktivirajući multisektorske partnere u Evropi koji se sve intenzivnije orijentišu ka pružanju podrške talentima donosioca promena i novim idejama kako bi se rešavali ruralni društveni problemi. Na taj način se svakom omogućava da bude donosilac promena u ruralnim zajednicama u Srbiji. To znači pružanje skupa potrebnih veština većem broju ljudi iz ruralnih sredina - uključujući i mlade – i povezivanje sa svrhom. Na ovaj način, oni mogu doprineti ostvarenju ideja i efikasnom rešavanju problema na svim nivoima u svojim porodicama, zajednici, gradu, na radnom mestu, na terenu, u industriji i u državi. Polazište LEADER Plus mreže je da su LAG okosnica zajednice i njihovi uvidi nam pokazuju u kom pravcu se kreću ruralne oblasti i šta je ono što im je sledeće potrebno.
Tokom 2010. godine, osnovana je Mreža za ruralni razvoj Srbije (MRRS). Od 2011. godine MRRS je punopravni član evropske ruralne mreže PREPARE, a od 2013. godine je osnivač i član Balkanske mreže za ruralni razvoj i na taj način učestvuje u procesima planiranja EU politika, razmeni ideja i znanja sa mrežama iz regiona i EU. Mreža za ruralni razvoj Srbije trenutno ima 16 članica sa čitave teritorije Srbije. Neki od projekata MRRS u vezi sa LEADER pristupom su Aktivna ruralna omladina - potencijal za razvoj ruralnih zajednica i NGO podrška javnoj upravi u IPA II ruralnom razvoju, sa fokusom na Meru 202.
Značajna inicijativa u vezi s razvojem teritorijalnih partnerstava, bila je “LEADER inicijativa u Srbiji” (LIS), u okviru EU projekta “Izgradnja kapaciteta za uspostavljanje i implementaciju LEADER inicijative u Republici Srbiji”. Ona je imala cilj da poveća kapacitet i svest lokalnih zajednica u pogledu učešća u LEADER pristupu, da jača ljudske, stručne, organizacione i finansijske kapacitete, resurse i procedure u okviru Ministarstva poljoprivrede, šumarstva i vodoprivrede za sveukupnu podršku LEADER pristupu  i da identifikuje i podrži proces formiranja najmanje deset potencijalnih LAG-ova. U dvogodišnjem periodu, 605 ruralnih aktera verifikovalo je 24 Memoranduma o razumevanju, kojim su se definisali kao partnerstva za teritorijalni ruralni razvoj. Tokom procesa kreiranja i jačanja rada partnerstva, podržana je izrada 24 lokalne strategije ruralnog razvoja. 

## Problemi u primeni LEADER pristupa
Evopski revizorski sud od 2010. godine objavljuje izveštaje o  sprovođenju LEADER pristupa, u kojima analizira uspešnost primene. Tokom 2010. godine, Evropski revizorski sud je objavio Specijalni izveštaj primene LEADER pristupa, gde je istakao brojne nedostatke. Procenjeno je da LAG ne koriste dovoljno sve mogućnosti za stvaranje dodate vrednosti i da su inovacije retko primenjene. Istaknuto je da finansijski menadžeri ne vode računa o efikasnosti i objektivnosti, a glavna zamerka upućena celom pristupu odnosila se na nedostatak podataka koji bi omogućili da se utvrdi da li su koristi nadmašile troškove. 
Evropski revizorski sud je dao preporuke za unapređenje i 2012. godine ponovo objavio izveštaj sa ciljem provere primene datih preporuka i prevođenja preporuka u standarde. Od šest preporuka, samo dve su potpuno primenjene. Glavno poboljšanje se odnosilo na jasnija pravila za Lokalne akcione grupe, a najvidljiviji nedostatak je primećen u visokim troškovima primene LEADER-a.
Evropska komisija je od 2007. do danas podnela Evropskom revizorskom sudu dva izveštaja koji su sastavili privatni revizori. Prvi izveštaj “Sinteza srednjeročne evaluacije politika ruralnog razvoja 2007-2013” prikazao je da je osnivanje LAG administrativno otežano i da i nakon osnivanja Lokalne akcione grupe nemaju potrebnu autonomiju. Takođe je utvrđeno da sedam LEADER principa nisu primenjivani i poštovani. U izveštaj “Ex-ante evaluacija ruralnih razvojnih programa 2014-2020” iz 2015. godine, istaknuti su slični problemi. U ovom izveštaju se takođe javlja zabrinutost o nedostatku informacija koji bi pomogao da se utvrdi da li je primena LEADER-a i uvođenje LAG adekvatno sprovedena.
U publikaciji Evropskog parlamenta, “Program ruralne politike 2015-2020” izvršena je procena primene ruralnih politika. Istaknuto je da će LEADER postati značajan element ruralnog razvoja na teritoriji cele Evrope, ali da će i ulaganja u ovaj program morati da se povećaju.
Sumarni zaključak na osnovu evaluacionih izveštaja je da su ulaganja u razvoj i primenu politike ruralnog razvoja mogle da proizvedu uspešnije efekte. Projekti koji su finansijski podržani nisu bili isplativi i nije bilo dovoljno informacija za merenje uspešnosti.

## Spoljašnje veze
- ENRD - Evropska mreža za ruralni razvoj (The European Network for Rural Development)
- Ministarstvo poljoprivrede, šumarstva i vodoprivrede - Odeljenje za ruralni razvoj Архивирано на веб-сајту  (10. септембар 2019)
- Mreža za ruralni razvoj Srbije